# Baia Mundraga
La baia Mundraga (in inglese Mundraga Bay) è una baia lunga 23 km e larga 28,6, situata sulla costa di Nordenskjöld, nella parte orientale della Terra di Graham, in Antartide. La baia si trova in particolare tra punta Fothergill, a est, e capo Sobral, a ovest. La baia era un tempo completamente ricoperta dalla piattaforma glaciale Larsen A che si è disintegrata nel gennaio del 1995. All'interno della baia, che si è rivelata del tutto grazie alla sopraccitata sparizione della Larsen, o comunque delle cale poste lungo la sua costa, entrano diversi ghiacciai, tra cui il Bombardier, il Boryana, il Darvari, il Desudava, il Dinsmoor e l'Edgeworth.

## Storia
La baia Mundraga è stata così battezzata dalla Commissione bulgara per i toponimi antartici in onore della fortezza medievale di Mundraga, nella Bulgaria nord-orientale.